# Robert Warner
Robert Warner (ur. 24 maja 1937, znany również jako Bob Warner) – kanadyjski aktor. 

## Filmografia
- 1969 – Corwin (jako Bromley)
- 1970 – Brewster McCloud (jako asystent menadżera sklepu)
- 1971
  - Octaman
  - Big Jake/Wielki Jake (jako Will Fain)
- 1972
  - When Michael Calls (jako Sam)
  - The Manson Massacre
- 1974
  - Deranged (jako Harlon Kootz)
  - Czarne Święta (jako doktor)
- 1980 – Funeral Home (jako szeryf)